# Palatogobius grandoculus
Palatogobius grandoculus är en fiskart som beskrevs av Greenfield 2002. Palatogobius grandoculus ingår i släktet Palatogobius och familjen smörbultsfiskar. Inga underarter finns listade i Catalogue of Life.